# SSE
SSE (англ. Streaming SIMD Extensions, потокове SIMD-розширення) — розширення архітектури мікропроцесорів x86, що реалізує паралельне виконання однакових команд (англ. Single Instruction, Multiple Data, одна інструкція — багато даних).

## Історія
Технологія була розроблена Intel як відповідь на аналогічний набір інструкцій 3DNow! від AMD, який був представлений роком раніше. Вперше реалізована в процесорі серії Pentium III. Початкова назва цих інструкцій була KIN, що розшифровувалося як Katmai New Instructions (Katmai — назва першої версії ядра процесора Pentium III).
Технологія SSE дозволяла вирішити 2 основні проблеми MMX:
- під час операцій MMX неможливо було одночасно виконувати інструкції співпроцесора (оскільки деякі регістри були об'єднаними)
- MMX обмежувалася лише цілочисельними операціями.

## Архітектура
SSE включила в архітектуру процесора вісім 128-бітових регістрів (xmm0 до xmm7), кожен з яких трактується, як послідовність 4 значень із рухомою комою одиничної точності, та набір інструкцій, які виконують операції зі скалярними й пакованими типами даних.
Перевага у швидкості обчислень досягається в тому випадку, коли необхідно виконати одну і ту ж послідовність дій над різними даними.
Реалізація блоків SIMD виконується розпаралелюванням обчислювального процесу між даними. Тобто коли через один блок даних проходить по черзі багато потоків даних.

## Приклад
Наступний приклад демонструє перемноження чотирьох пар чисел з рухомою комою однією командою mulps:
(Програма написана мовою ANSI C++ з використанням асемблерної вставки __asm і інструкцій асемблера для роботи з SSE)
```
float a
[4] = { 300.0, 4.0, 4.0, 12.0 };

float b
[4] = {   1.5, 2.5, 3.5,  4.5 };

_asm
 {

movups
 
xmm0
, 
a
   ; // помістити 4 змінні з рухомою комою із 
a
 в регістр 
xmm0

movups
 
xmm1
, 
b
   ; // помістити 4 змінні з рухомою комою із 
b
 в регістр 
xmm1

mulps xmm1
, 
xmm0
 ; // перемножити пакети рухомих ком: 
xmm1
=
xmm1
*
xmm0

                 ; // xmm10 = xmm10*xmm00
                 ; // xmm11 = xmm11*xmm01
                 ; // xmm12 = xmm12*xmm02
                 ; // xmm13 = xmm13*xmm03

movups a
, 
xmm1
   ; // вивантажити результати із регістра 
xmm1
 по адресам 
a

};
```